# Districtul Al Marj
Al Marj este un district în Libia. Acest districte are 116.318 locuitori cu o suprafață de 10.000 km².